# Associazione micologica Bresadola
L'Associazione micologica Bresadola (in breve AMB), è la principale associazione micologica italiana, che raggruppa sodalizi dislocati lungo tutto il territorio nazionale.

## Storia
Il 7 dicembre 1957, a Trento, fu costituita con il nome "Gruppo micologico Giacomo Bresadola", in onore del micologo e abate, mons. Giacomo Bresadola (1847-1929).
Nel 1987, dopo trenta anni dalla fondazione, il Gruppo Micologico G. Bresadola ha assunto il nome di "Associazione micologica Bresadola".

## Organigramma
L'AMB è retta da un consiglio di amministrazione composto da 11 membri, che restano in carica per quattro anni e sono rieleggibili. Il consiglio elegge tra i suoi membri il presidente, il vicepresidente, il segretario e i tesorieri. Nel 2022, i soci iscritti sono circa 10.000 e sono raggruppati in oltre 128 gruppi locali distribuiti sul territorio.
L'attuale consiglio direttivo, entrato in carica nel 2025, è così composto: Karl Kob (presidente), Monica Fontanari (vicepresidente), Giovanni Schirinzi (tesoriere), Gianfranco Visentin (segretario); Carlo Papetti (direttore del Centro studi micologici); Nicolò Oppicelli (direttore responsabile Funghi & Dintorni); Mariagrazia Battaglia, Emanuele Campo, Luigi Cocchi, Alberto Parpajola, Alessio Pierotti.

## Finalità
Gli obiettivi dell'Associazione sono quelli di raggruppare tutte le persone interessate alla micologia ed alla conoscenza e conservazione del patrimonio botanico e ambientale, con particolare riferimento al campo micologico. 

## Attività editoriale
L'AMB pubblica una serie di riviste predisposte e revisionate dal comitato scientifico del Centro studi micologici. Dal 1957 viene editata Rivista di Micologia, semestrale che contiene articoli di micologia più marcatamente a stampo scientifico, segnalazioni e descrizioni di nuove specie scoperte; dal 1994 la testata annuale Pagine di Micologia e dal 2018 la rivista divulgativa quadrimestrale Funghi & Dintorni, rivolta al pubblico neofita con trattazione di argomenti micologico-naturalistici di base.
Oltre alle riviste periodiche, negli anni l'associazione ha contribuito alla pubblicazione di importanti volumi e monografie, dall'elevato valore scientifico e prestigio internazionale, fra le quali la monografia a cura di Mauro Sarnari sul genere Russula (1998), la monografia sulle Clavariaceae a cura di Paolo Franchi e Mauro Marchetti (2021), le pubblicazioni sul genere Cortinarius (2000-2009) a cura di Giovanni Consiglio; le monografie sul genere Mycena ed una serie importante di opere fondamentali per lo studio della micologia in Italia ed Europa.

## Principali pubblicazioni scientifiche
2021 I funghi Clavarioidi in Italia, vol. I e II; Paolo Franchi & Mauro Marchetti; A.M.B. Fondazione Centro Studi Micologici, Trento
2018 I generi Hohembuehelia e Resupinatus in Europa; Giovanni Consiglio & Ledo Setti; A.M.B. Fondazione Centro Studi Micologici, Trento
2016 Il genere Mycena in Europa, vol.2; Gianni Robich; A.M.B. Fondazione Centro Studi Micologici, Trento
2015 Funghi ipogei lariani; Mauro Sarasini, Angelo Bincoletto & Antonio De Vito; A.M.B. Fondazione Centro Studi Micologici, Trento
2009 Atlante fotografico dei Funghi d'Italia, vol.3; Giovanni Consiglio, Carlo Papetti; A.M.B. Fondazione Centro Studi Micologici, Trento
2009 Il genere Crepidotus in Italia; Giovanni Consiglio, Ledo Setti; A.M.B. Fondazione Centro Studi Micologici, Trento
2008 Funghi alpini delle zone alpine superiori e inferiori; Pier Giovanni Jamoni; A.M.B. Fondazione Centro Studi Micologici, Trento
2006 Atlante fotografico degli Ascomiceti d'Italia; Gianfranco Medardi; A.M.B. Fondazione Centro Studi Micologici, Trento
2005 Monografia illustrata del genere Russula, vol.2; Mauro Sarnari; A.M.B. Fondazione Centro Studi Micologici, Trento
2005 Il genere Mycena in Europa, vol.1; Gianni Robich; A.M.B. Fondazione Centro Studi Micologici, Trento
2001 Atlante fotografico dei Funghi d'Italia, vol.1 e 2; Giovanni Consiglio, Carlo Papetti, Giampaolo Simonini; A.M.B. Fondazione Centro Studi Micologici, Trento
2000 Monografia illustrata del genere Russula, vol.1; Mauro Sarnari; A.M.B. Fondazione Centro Studi Micologici, Trento

Collegamenti esterni
- Sito ufficiale dell'AMB, su ambbresadola.it.

| Controllo di autorità | VIAF (EN) 128779659 · ISNI (EN) 0000 0000 8635 4627 · SBN VIAV086189 · LCCN (EN) no95024160 · GND (DE) 10033473-8 · J9U (EN, HE) 987011257396505171 |